# 坎波斯大镇
坎波斯大镇，是西班牙卡斯蒂利亚-莱昂萨莫拉省的一个市镇。 总面积26平方公里，总人口518人（2001年），人口密度20人/平方公里。